# Minobu
Minobu (japanska: 身延町?, Minobu-chō) är en  landskommun (köping) i Yamanashi prefektur i Japan. 